# Vondrozo
Vondrozo – miasto w południowo-wschodnim Madagaskarze. Miasto znajduje się w regionie Atsimo-Atsinanana w dystrykcie Vondrozo, w którym jest stolicą. Do 2007 miasto było administracyjnie w prowincji Fianarantsoa. W 2013 w miejscowości mieszkało 22 687 mieszkańców.
W miejscowości znajduje się szkoła podstawowa i średnia oraz szpital. 97% mieszkańców zajmuje się rolnictwem. Najpopularniejsze rośliny to pieprz i kawa. Pozostałe 3% mieszkańców zajmuje się usługami.